# Arbalète
Az Arbalète egy nemzetközi vonat volt, mely a párizsi Paris-Est pályaudvarról közlekedett naponta a svájci Zürich Hauptbahnhofra. A járat 1957 és 1979 között mint Trans-Europ-Express (TEE) közlekedett, csak első osztályú kocsikkal. 1979 és 1987 között InterCity (IC) járattá vált és másodosztályú kocsikat is továbbított, majd 1987-től 1997-es megszűnéséig EuroCity (EC) járatként közlekedett. Ezt követően a TGV Lyria szolgáltatása vette át a helyét.
Nevét Tell Vilmos fiáról kapta, akinek a fejéről az íjász az almát lelőtte.

## Menetrend
A járat Paris Gare de l’Est állomásról indult, majd Chaumont, Belfort, Mulhouse és Bázel városokon át ért Zürichbe. Párizs és Mulhouse között a Párizs–Mulhouse-vasútvonalon, majd onnantól a Strasbourg–Bázel-vasútvonalon haladt.
| TEE 65 | Ország        | Állomás   | km  | TEE 64 |
| ------ | ------------- | --------- | --- | ------ |
| 17:30  | Franciaország | Paris Est | 0   | 12:45  |
| 21:55  | Svájc         | Basel SBB | 526 | 08:15  |
| 23:05  | Svájc         | Zürich HB | 615 | 07:00  |